# Vicens Valdero Cerdán
Vicens Valdero Cerdán   (10 de setembre de 1905 - valor desconegut) va ser un boxejador català que va competir durant la dècada de 1920. Membre del Catalunya Atlètic Club, el 1924 va prendre part en els Jocs Olímpics de París, on disputà la categoria del pes lleuger, del programa de boxa. Quedà eliminat en els vuitens de final, després d'haver superat una ronda.